# 미고우치촌
미고우치촌(일본어: 三河内村)은 일본 교토부 요사군에 있던 촌이다. 현재의 요사노정 미고우치에 해당한다.

## 역사
- 1889년 4월 1일 - 정촌제 시행에 의해 근세이후의 미고우치촌이 단독으로 지자체를 형성하였다.
- 1955년 3월 1일 - 이와야촌, 이치바촌, 야마다촌, 이시카와촌과 합병해 노다가와정이 성립, 동일 미고우치촌은 폐지되었다.

## 교통

### 철도
- 가야철도
  - 가야철도선 (1985년 폐선)

## 참고문헌
- 가도카와 일본 지명 대사전 26 京都府